# Joseph Cai Bingrui
Joseph Cai Bingrui (chiń. 蔡炳瑞; ur. 15 września 1966) – chiński duchowny katolicki, biskup Xiamen w latach 2010–2025, biskup Fuzhou od 2025.

## Życiorys
Święcenia kapłańskie otrzymał 15 sierpnia 1992.
Został wybrany biskupem ordynariuszem Xiamen. Sakrę biskupią przyjął z mandatem papieskim 8 maja 2010. 15 stycznia 2025 papież Franciszek zaakceptował jego nominację na biskupa Fuzhou, kanoniczne objęciu diecezji odbyło się 23 stycznia tego samego roku. 